# Medisterpølse

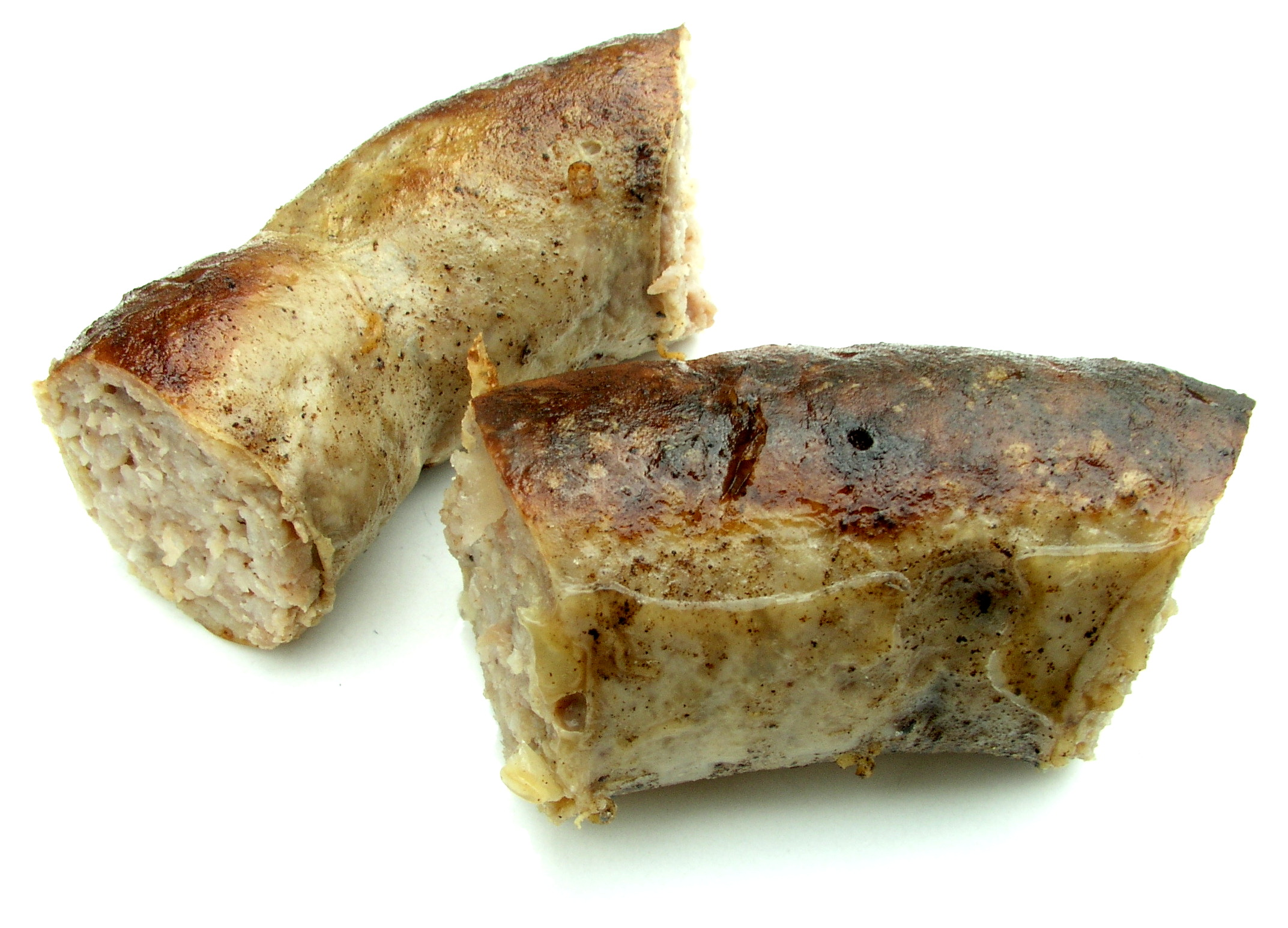
Medisterpølse frita.

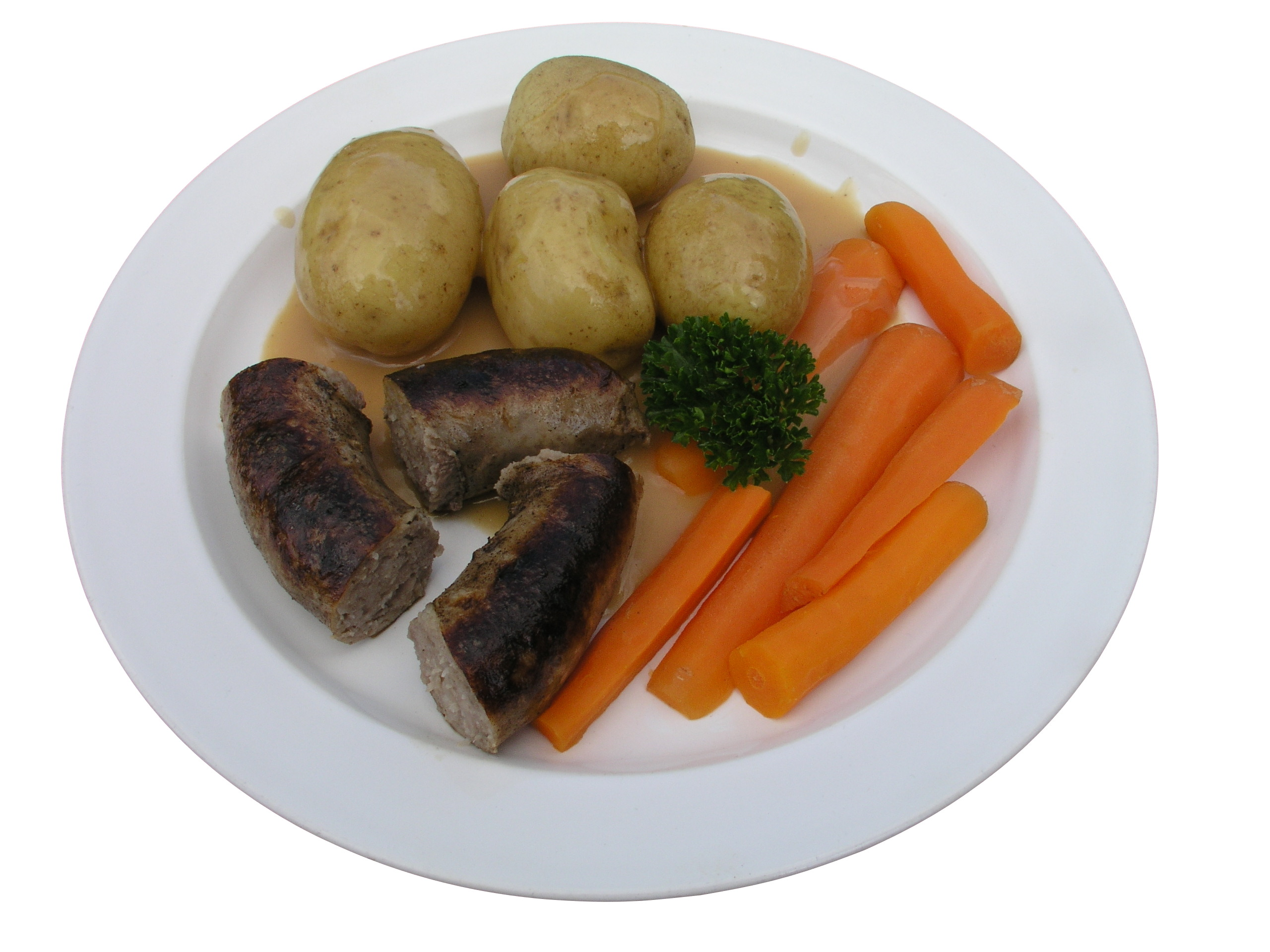
Medisterpølse com acompanhamento.

Medisterpølse ou apenas medister é uma salsicha grossa típica da culinária da Dinamarca. É preparada com especiarias, carne de porco e tripa de porco.
A primeira referência conhecida a esta salsicha apareceu num livro sueco datado do início do século XVI. Desde essa altura, a salsicha sofreu algumas alterações. Antigamente, a carne do recheio era cortada à mão, com uma faca. Atualmente, é triturada com uma máquina, o que lhe confere uma textura mais fina.
As salsichas inteiras são compridas, sendo cortadas em pedaços antes de servir. Ao contrário de muitos outros tipos de salsichas, estas têm que ser cozidas ou fritas antes de serem consumidas, sendo necessário mantê-las refrigeradas, quando se deseja conservá-las por vários dias.
As especiarias incluídas no seu recheio são normalmente pimenta-da-jamaica, cravinho, sal e pimenta.